# Dolni Pasarel
Dolni Pasarel (bulgariska: Долни Пасарел) är ett distrikt i Bulgarien.   Det ligger i kommunen Stolitjna Obsjtina och regionen Sofija-grad, i den västra delen av landet, 23 km sydost om huvudstaden Sofia.
I omgivningarna runt Dolni Pasarel växer i huvudsak blandskog. Runt Dolni Pasarel är det tätbefolkat, med 762 invånare per kvadratkilometer.